# داریوس کایزر
داریوس کایزر (انگلیسی: Darius Kaiser؛ زادهٔ ۱۵ اکتبر ۱۹۶۱) دوچرخه‌سوار اهل آلمان است.